# Daniel Matthias Heinrich Mohr
Pour les articles homonymes, voir Mohr.
Daniel Matthias Heinrich Mohr, né le 8 avril 1780 à Quickborn, dans le duché de Holstein, et mort le 26 août 1808 à Kiel, est un naturaliste allemand.

## Biographie
Daniel Matthias Heinrich Mohr est le fils du pasteur Matthias Mohr (1743-1789) et de sa femme Christina Sophia Ulrica (1752-1785). Ses grands-parents étaient du côté paternel le brasseur et distillateur Matthias (Ties) Mohr et son épouse Elisabeth, du côté maternel le chancelier et bailli Sebastian Daniel Gerckens et son épouse Anna Margaretha. Heinrich est resté célibataire.
À l'âge de 19 ans, il commence ses études à l'université de Kiel en 1799, après avoir été scolarisé à Husum. En 1801, il est transféré à l'université de Göttingen. À Kiel, il assiste à des cours de zoologie de Johan Christian Fabricius, et à Göttingen, des cours de botanique de Heinrich Adolf Schrader (1767-1836). De retour à Kiel, il obtient son doctorat le 12 novembre 1803, avec une thèse sur les cryptogames, et poursuit ensuite ses études sur les algues et les mousses. 
Il devient professeur auxiliaire de philosophie à l'université de Kiel en 1805 et professeur associé de zoologie et de botanique le 20 mars 1807. Il rencontre Friedrich Weber (1781-1823), le fils du médecin et professeur de médecine George Heinrich Weber. C'est au jardin botanique de Kiel que Friedrich Weber et Heinrich Mohr ont appris les principes de la botanique. Friedrich est devenu surveillant du jardin botanique en 1810, deux ans après la mort de Mohr.

## Hommage
Olof Peter Swartz, élève de Carl von Linné, a nommé le genre de fougères Mohria, dans la famille des Schizaeaceae, en l'honneur de Heinrich Mohr en 1806,.